# Хиты Бродвея и не только…
«Хиты Бродвея и не только…» — спектакль-концерт из мюзиклов и рок-опер в одном отделении в постановке венгерского режиссёра Тамаша Бори и российского Алексея Франдетти, Софии Крыловой, режиссёра и хореографа Александра Сафронова и обработке музыкального руководителя — дирижёра Алексея Нефёдова.

## История постановки
Премьера состоялась 3 ноября 2013 года в Санкт-Петербургском театре музыкальной комедии. Программа состояла из лучших номеров проектов: «Бал вампиров», «Чикаго», «Моцарт», «Призрак оперы», «Ромео и Джульетта», «Кабаре», «Элизабет», «Чаплин», «Мулен Руж!», «Джекилл и Хайд», «Эвита», «Ребекка», «Злая», «Отверженные», «Аида», «Бриолин», «Милая Чарити», «Бонни и Клайд», «Кошки», «Иисус Христос — суперзвезда» и «Моцарт. Рок-опера» и др.
Первый год концерт шёл с приставкой «Мечта о свободе и любви» вместо заявленной «The Best Of Musicals», до ноября 2016 года он существовал как «Хиты Бродвея». За годы существования программа немного изменилась — появились новые номера, исполнители, обновились костюмы и декорации-видеопроекции. С неизменным успехом концерт шёл в родном театре, в ДК им. Горького, в ДК Ленсовета, театре эстрады им. А. Райкина и гастролировал в Ереване, Екатеринбурге и Камчатке, собирая полные залы. В концерте, по приглашению от театра, выступали западные артисты Кевин Тарт (2016), Томас Борхерт и Марк Зайберт (2017). 29 декабря 2017 года постановка была закрыта.
«Концерт — это сразу самые лучшие номера, которые ты берешь из известных мюзиклов и показываешь в одной программе. Поэтому и возникла идея сделать такой проект, чтобы каждый номер захватывал человека. У каждого из нас свой вкус — кому-то нравится рок, кому-то поп, кому-то джаз, кому-то лирика. И в нашем концерте подобраны номера, чтобы удовлетворить самые разные запросы. В постановке задействованы разные исполнители, которых вы вряд ли когда-либо увидите вместе на одной сцене в мюзикле. У нас были разные варианты концертов за три года существования проекта. Были и концерты со сквозной драматической линией, и с конферансье, и так далее. Был даже миниатюрный кастинг после одного из номеров: мы вызывали несколько людей из зала и проводили среди них конкурс на роль в мюзикле».
С 30 декабря 2017 по 14 декабря 2018 года шла новая постановка «Хиты Бродвея-2. На сцене и на экране» с новым репертуаром из советских и зарубежных фильмов песен, арий из мюзиклов и режиссуре Александра Сафронова с Софией Крыловой. 31 января 2019 года была возвращена постановка «Хиты Бродвея и не только…» в репертуар театра с обновлением состава участников и номеров из проектов. Добавились по времени: «Мисс Сайгон», «Звуки музыки», «Нотр-Дам де Пари», «Эскалибур», «Граф Монте-Кристо», «Дракула», «Зорро», «Продюсеры», «Волшебник страны Оз», «Рудольф», «Бульвар Сансет», «Оливер!», «Девять», «Алый первоцвет», «Шахматы», «Мамма миа!», «Величайший шоумен», «Поющие под дождём», «Человек из Ламанчи», «Привидение», «Камилла Клодель», «Страна чудес», «Действуй, сестра!» и др. 14 февраля 2020 года в концерт был впервые добавлен блок «Back to USSR» из советских песенных хитов. 31 декабря 2021 программа состояла из хитов Диснея: «Аладдин», «Красавица и Чудовище», «Русалочка», «Король Лев», «Холодное сердце» и «Мулан». 5 ноября 2021 года к новому режиссёру концерта Анастасии Вернер присоединился Александр Суханов. В 2022 году на концерте презентовались арии и дуэты из новых проектов театра как «Алиса в стране чудес», «Пётр I», в 2023 — из «Франкенштейна». 12 июля 2023 года впервые в программу концерта в БКЗ «Октябрьский» вошли хиты рока под симфонический оркестр. 26 декабря 2023 появился «Гала-концерт мировых шлягеров», режиссёр — А. Суханов, в программу вошли новые номера и с концерта в БКЗ, 2 июня 2024 — в «Хиты» номер из гала-концерта.

## Постановочная команда
- Режиссёр-постановщик — Тамаш Бори, Алексей Франдетти, София Крылова, Александр Сафронов (и хореограф)
- Ведущие режиссёры — Анастасия Вернер, Александр Суханов
- Музыкальный руководитель и дирижёр — Алексей Нефёдов
- Художник по костюмам — Каталин Бом (Венгрия)
- Художник по свету — Денис Солнцев
- Художники-аниматоры — Анастасия Андреева, Ксения Калинина
- Ассистент хореографа — Иван Дрёмин
- Звукорежиссёр — Григорий Рарог
- Художник — Ирина Долгова
- Продолжительность 1 час 40 минут без антракта

## Роли и исполнители
| Исполнители          | Роли (2013 — н.в.) |
| -------------------- | --- |
| Иван Ожогин          | граф фон Кролок, Иисус Христос, Иуда, Сальери, Генри Джекилл, Эдвард Хайд, Чудовище, Люмьер, Финеас, Анатолий Сергиевский, Билли Флинн, Рудольф, Ланселот, Король Артур, Дер Тод, Фрэнк, Кристиан, Призрак, Жан Вальжан, Джо и т. д.                      |
| Вера Свешникова      | Сара Шагал, баронесса фон Вальдстэтен, Элизабет, Жасмин, Фанни, Эмма Кэрью, Мерседес Эрерра, Клара, Рокси Харт, Лизль, Алиса, миссис Дэнверс, Аида, Бонни, Камилла Клодель, Нала, Карен и др.                                                             |
| Кирилл Гордеев       | Генри Джекилл, Эдвард Хайд, граф Монте-Кристо, Сальери, Фиеро, Герберт, Джинни, Чудовище, Люмьер, Финеас, Джимми, Дер Тод, Меркуцио, Кристиан, Лео Блум, Эдмон Дантес, Анри, Клайд, Призрак, Иуда, Рудольф, Муфаса, Джеймс Бонд, Гратовский, Пётр I и др. |
| Агата Вавилова       | Делорис, Люси Харрис, «Мама» Мортон, Салли Боулз, миссис Дэнверс, Эльфаба, Тенардье, Гратовская, царевна Софья и др. |
| Манана Гогитидзе     | Урсула, «Мама» Мортон, Сарагина, Ода Мэй, леди Монтекки и др. |
| Александр Суханов    | Сальери, граф фон Кролок, Гастон, Луи, Шовлен, Анатолий Сергиевский, Билли Флинн, Дер Тод, Меркуцио, Анри, Гратовский, Джеймс Бонд, Досифей и др. |
| Наталия Диевская     | Магда, Флоренс Васси, Люси Харрис, Долли, Салли Боулз, Рокси Харт, Вэлма Келли, Мина Мюррей, Мерседес Эрерра, Инес, деди Капулетти, Нэнси, Энни, Симона Писташ, Диана Литтл, Улла, Айви и др.                                                             |
| Ростислав Колпаков   | граф фон Кролок, Генри Джекилл, граф Монте-Кристо, Эдмон Дантес, Джинни, Бенволио, Иисус Христос, Иуда, Дон Локвуд, Джеймс Бонд и др. |
| Елена Газаева        | Сара Шагал, Гризабелла, Эмма Кэрью, Мерседес Эрерра, Ариэль, Эллен, Нэнси, Жасмин, Люси Харрис, Дороти, Джоанна, баронесса Мария, Эльза, Хэтти Уолкер, Мина Мюррей, Элизабет, Ким и др.                                                                   |
| Александр Казьмин    | Альфред, Фредерик Трампер, Себастьян, Аладдин, Лефу, Финеас, Тимон, Кристиан, Иуда, Иисус Христос |
| Ярослав Баярунас     | Аладдин, Себастьян, Лефу, Пумба, Рудольф (два мюзикла), Филипп Карлайл, Фредерик Трампер, Ромео, Иуда, Виктор Франкенштейн |
| Антон Авдеев         | Аладдин, Иисус Христос, Иуда, Жан Вальжан, Ромео, Кристиан, Радамес |
| Игорь Кроль          | Моцарт, Симба, Аладдин, Чудовище, Фредерик Трампер, Ромео, Джеймс Бонд, Кристиан, Сэм, Джонни, Радамес, Крис, Макс Бялысток, Жан Вальжан, Дон Кихот, Рудольф, Рауль Шаньи, Администратор, Иуда, Иисус Христос и др.                                       |
| Никита Брага         | Ромео, Мариус, Моцарт, Крис |
| Лика Рулла           | Виктория, Вэлма Келли, Салли Боулз, Долли, Инес, Сарагина, леди Капулетти |
| Анастасия Вишневская | Салли Боулз, Люси Харрис, Нэнси, Нала, Элизабет, Али, Марта Скавронская, Екатерина I, миссис Дэнверс |
| Наталия Быстрова     | Донна, Эпонина, Салли Боулз, Инес, Фрэнсис |
| Дмитрий Ермак        | Призрак, Билли Флинн, Диего, Джонни |
| Алия Агадилова       | Белль, Мулан, Эльфаба, Элизабет, Фанни, Элизабет Лавенца, Морин, Ким, Эльза, Алиса, Амнерис, Аида |
| Дарья Ким            | Жасмин, Ариэль, Эпонина, Энн, Ким, Мина Мюррей |
| Роман Дряблов        | Генри Джекилл, Эдвард Хайд, Тимон, Муфаса, Иуда, Администратор |
| Евгений Шириков      | Альбен, Билли Флинн, Аристид Форестье, граф Монте-Кристо, Эдмон Дантес, Дон Кихот, Майкл Свифт |
| Александра Каспарова | Эпонина, Алиса, Карен, Фрэнсис, Молли |
| Евгений Зайцев       | Рольф, Чарли Чаплин, Эм Си, Рауль Шаньи, Остап Бендер |
| Александр Байрон     | Альбен, Феджин, Билли Флинн |
| Анна Лукоянова       | Люси Харрис, Хедда Хоппер, Вэлма Келли |
| Мария Елизарова      | Эльфаба, Кристина Даэ, Эвита, Магдалена, Сэнди Дамбровски |
| Георгий Новицкий     | Моцарт, Симба, Радамес, Дэнни Зуко, Ромео, Альфред, Кристиан, Жан Вальжан, Гренгуар и др. |
| Анастасия Стоцкая    | Флоренс Васси, Инес, Салли Боулз, Рокси Харт |
| Юлия Дякина          | Элизабет Лавенца, Евдокия Лопухина |
| Юлия Ива             | Флоренс Васси, Люси Харрис |

Курсивом отмечены исполнители, принявшие участие в концерте одноразово, ушедшие и на данный момент не принимающие участие.
Первый и премьерный состав участников «Хиты Бродвея» от 3 ноября 2013 года: Иван Ожогин, Вера Свешникова, Кирилл Гордеев, Георгий Новицкий, Анна Лукоянова, Мария Елизарова, Александр Байрон.
В 2014 году присоединились к составу: с 4 февраля: Агата Вавилова, Александр Леногов, Ярослав Шварёв, Манана Гогитидзе, Платон Белькин, с 15 февраля: Александр Суханов, с 17 мая: Наталия Диевская, с 10 июня: Александр Сафронов, с 22 сентября: Екатерина Попова, с 7 октября: Антон Авдеев, Игорь Кроль, с 24 ноября: Лика Рулла, с 30 ноября: Ростислав Колпаков. В 2015 году в состав вошли: 25 апреля: Елена Газаева, Ирина Сатюкова, с 12 сентября: Денис Коновалов, также была Валентина Михайлова.
С 9 апреля 2016 года в постановке участвовали: Иван Корытов, 31 декабря: Оксана Войтович, 29 декабря 2017: Андрей Данилов, с 4 марта 2018: Евгений Зайцев. С 8 ноября 2020 в проекте: Александра Каспарова, Юрий Мазихин.
В 2021 году к составу присоединились: с 20 февраля: Алия Агадилова, Роман Дряблов, с 25 февраля: Дарья Ким, Марат Абрахимов, Расул Усманов, с 27 марта: Евгений Шириков, Анна Тесс, с 31 мая: Александр Казьмин, Анастасия Стоцкая, Тамара Котова, 31 декабря: Ярослав Баярунас. В 2022 году: с 5 января: Руслан Давыденко, с 24 марта: Анастасия Вишневская, с 10 апреля: Наталия Быстрова, Дмитрий Ермак, 27 октября: Мария Плужникова, 12 мая 2023 года: Юлия Дякина, с 15 ноября 2024 года: Никита Брага, 30 июня 2025: Юлия Ива.

### Номера концерта в разные годы
« * » — Номера из гала-концерта мировых шлягеров
| Композитор                                       | Проект                                        | Композиция                                   | Исполнитель |
| ------------------------------------------------ | --------------------------------------------- | -------------------------------------------- | --- |
| А. Бабаджанян*                                   |                                               | «Королева красоты»                           | Кирилл Гордеев |
| А. Бабаджанян*                                   | «Твои следы»                                  | Александр Суханов                            | |
| А. Зацепин                                       | «31 июня»                                     | «Ищу тебя»                                   | Кирилл Гордеев |
| А. Зацепин                                       | «Иван Васильевич меняет профессию»*           | «Разговор со счастьем»                       | Александр Суханов, Кирилл Гордеев Александр Суханов |
| А. Мансанеро                                     |                                               | «Одно мгновение»                             | Александр Казьмин |
| А. Менкен                                        | «Аладдин»                                     | «Волшебный мир»                              | Антон Авдеев, Вера Свешникова Игорь Кроль, Вера Свешникова Антон Авдеев, Дарья Ким Игорь Кроль, Дарья Ким Расул Усманов и Дарья Ким Ярослав Баярунас, Дарья Ким |
| А. Менкен                                        | «Аладдин»                                     | «Друг за тебя горой»                         | Ростислав Колпаков, Платон Белькин Александр Казьмин, Кирилл Гордеев |
| А. Менкен                                        | «Аладдин»                                     | «Буду смелой»                                | Дарья Ким Елена Газаева |
| А. Менкен                                        | «Действуй, сестра!»                           | «Унеси меня на небеса»                       | Агата Вавилова Агата Вавилова, Манана Гогитидзе |
| А. Менкен                                        | «Красавица и чудовище»                        | «Вы наш гость!»                              | Иван Ожогин Кирилл Гордеев |
| А. Менкен                                        | «Красавица и чудовище»                        | «Гастон»                                     | Александр Суханов, Александр Казьмин Александр Суханов, Ярослав Баярунас |
| А. Менкен                                        | «Красавица и чудовище»                        | «Если любить не суждено»                     | Иван Ожогин Кирилл Гордеев |
| А. Менкен                                        | «Красавица и чудовище»                        | «Сказка о любви»                             | Алия Агадилова, Иван Ожогин Алия Агадилова, Кирилл Гордеев Алия Агадилова, Игорь Кроль |
| А. Менкен                                        | «Красавица и чудовище»                        | «Я»                                          | Александр Суханов |
| А. Менкен                                        | «Русалочка»                                   | «Бедные несчастные души»                     | Манана Гогитидзе |
| А. Менкен                                        | «Русалочка»                                   | «В мире морском»                             | Александр Казьмин Ярослав Баярунас |
| А. Менкен                                        | «Русалочка»                                   | «Рыбки»                                      | Александр Суханов |
| А. Менкен                                        | «Русалочка»                                   | «Часть твоего мира»                          | Елена Газаева Дарья Ким |
| А. Рыбников                                      | «Юнона и Авось»                               | «Аллилуйя любви»                             | Все участники |
| А. Эшпай                                         |                                               | «Что знает о любви любовь»                   | Елена Газаева |
| Б. Мэй                                           | «We will rock you»                            | «Мы вас раскачаем»                           | Кирилл Гордеев, Иван Ожогин, Дмитрий Ермак и все Александр Казьмин, Ярослав Баярунас, Кирилл Гордеев и все |
| Б. Пасек, Дж. Пол                                | «Величайший шоумен»                           | «Величайшее шоу»                             | Иван Ожогин, Кирилл Гордеев и все Кирилл Гордеев, Александр Казьмин и все |
| Б. Пасек, Дж. Пол                                | «Величайший шоумен»                           | «Переписать предначертанное звездами»        | Дарья Ким, Расул Усманов Дарья Ким, Ярослав Баярунас |
| Б. Ульвеус, Б. Андерссон                         |                                               | «Happy New Year»                             | Все участники |
| Б. Ульвеус, Б. Андерссон                         | «Мамма Миа!»                                  | «Победитель получает всё»                    | Наталия Быстрова |
| Б. Ульвеус, Б. Андерссон                         | «Мамма Миа!»                                  | «Испытай меня. Мамма Миа!»                   | Агата Вавилова, Иван Ожогин, Наталия Диевская Агата Вавилова, Кирилл Гордеев, Наталия Диевская Манана Гогитидзе, Иван Ожогин, Наталия Диевская Манана Гогитидзе, Кирилл Гордеев, Наталия Диевская |
| Б. Ульвеус, Б. Андерссон                         | «Шахматы»                                     | «Гимн»                                       | Иван Ожогин |
| Б. Ульвеус, Б. Андерссон                         | «Шахматы»                                     | «Жаль ребенка»                               | Игорь Кроль Ярослав Баярунас Александр Казьмин |
| Б. Ульвеус, Б. Андерссон                         | «Шахматы»                                     | «Каждый сам за себя»                         | Анастасия Стоцкая Наталия Диевская Юлия Ива |
| Б. Ульвеус, Б. Андерссон                         | «Шахматы»                                     | «Там, куда хотел попасть»                    | Иван Ожогин Александр Суханов |
| Б. Шарп                                          |                                               | «Освободи мое сердце»                        | Дмитрий Ермак Роман Дряблов |
| Бидду                                            |                                               | «Дай шанс»                                   | Иван Корытов, Ростислав Колпаков, Георгий Новицкий, Иван Ожогин Иван Корытов, Ростислав Колпаков, Игорь Кроль, Иван Ожогин Александр Сафронов, Ростислав Колпаков, Игорь Кроль, Иван Ожогин, артисты хора и балета |
| Боно, Эдж                                        | «Золотой глаз»                                | «Золотой глаз»                               | Наталия Диевская |
| В. Добрынин*                                     |                                               | «Всё, что есть у меня»                       | Все участники |
| Г. Арлен                                         | «Волшебник страны Оз»                         | «Где-то над радугой»                         | Елена Газаева |
| Г. Гладков                                       | «12 стульев»                                  | «Белеет мой парус»                           | Евгений Зайцев |
| Г. Гладков                                       | «Обыкновенное чудо»                           | «Куплеты администратора»                     | Игорь Кроль Роман Дряблов |
| Г. Гладков                                       | «Человек с бульвара Капуцинов»                | «За что я люблю ковбоя»                      | Наталия Диевская |
| Г. Манчини                                       |                                               | «Лучше бы сегодня»                           | Дмитрий Ермак Антон Авдеев |
| Г. Манчини                                       | «Завтрак у Тиффани»                           | «Лунная река»                                | Ростислав Колпаков |
| Г. Манчини                                       | «Виктор/Виктория»                             | «Жаркий джаз»                                | Лика Рулла Наталия Диевская |
| Г. Матвейчук                                     | «Алиса и Страна чудес»                        | «Все это сон»                                | Александра Каспарова |
| Г. Матвейчук                                     | «Алиса и Страна чудес»                        | «Я покорю весь мир!»                         | Манана Гогитидзе |
| Г. Панкери, В. Зелли                             |                                               | «Я живу для неё»                             | Роман Дряблов, Анастасия Вишневская |
| Д. Стюарт, Г. Баллард                            | «Привидение»                                  | «С тобой»                                    | Игорь Кроль, Александра Каспарова |
| Д. Стюарт, Г. Баллард                            | «Привидение»                                  | «Я съехала»                                  | Манана Гогитидзе |
| Д. Шуфс, Д. Клейн, У. Бальфе                     |                                               | «Ней-на-на-на»                               | Лика Рулла Агата Вавилова |
| Дж. Барри                                        | «Шаровая молния»                              | «Шаровая молния»                             | Кирилл Гордеев Иван Ожогин |
| Дж. Герман                                       | «Клетка для чудаков»                          | «Я тот, кто я есть»                          | Александр Байрон Кевин Тарт Евгений Шириков |
| Дж. Герман                                       | «Хелло, Долли!»                               | «Хелло, Долли!»                              | Лика Рулла Наталия Диевская |
| Дж. Гершвин                                      | «Порги и Бесс»                                | «Время лета»                                 | Вера Свешникова |
| Дж. Гершвин                                      | «Хорошая работа, если ты сможешь ее получить» | «Джаз для нас»                               | Кирилл Гордеев |
| Дж. Гробан, У. Афанасьефф                        |                                               | «Для тебя»                                   | Дмитрий Ермак Антон Авдеев |
| Дж. Дикон                                        | «We will rock you»                            | «Я хочу вырваться на свободу»                | Елена Газаева |
| Дж. Кандер                                       | «Кабаре»                                      | «Mein Herr»                                  | Анастасия Вишневская |
| Дж. Кандер                                       | «Кабаре»                                      | «Две леди!»                                  | МС Александр Сафронов МС Иван Корытов |
| Дж. Кандер                                       | «Кабаре»                                      | «Деньги»                                     | Наталия Диевская, Иван Корытов Наталия Диевская, Александр Суханов |
| Дж. Кандер                                       | «Кабаре»                                      | «Добро пожаловать в кабаре!»                 | МС Александр Сафронов и все участники МС Иван Корытов и все участники МС Евгений Зайцев и все участники |
| Дж. Кандер                                       | «Кабаре»                                      | «Кабаре»                                     | Лика Рулла Наталия Диевская Агата Вавилова Анастасия Стоцкая Наталия Быстрова |
| Дж. Кандер                                       | «Нью-Йорк, Нью-Йорк»                          | «Нью-Йорк, Нью-Йорк»                         | Наталия Диевская |
| Дж. Кандер                                       | «Чикаго»                                      | «Будешь добрым с мамой»                      | Манана Гогитидзе Агата Вавилова |
| Дж. Кандер                                       | «Чикаго»                                      | «В наши дни»                                 | Анна Лукоянова, Вера Свешникова Наталья Диевская, Вера Свешникова Наталия Диевская, Лика Рулла Наталья Диевская, Лика Рулла, Александр Сафронов Наталия Диевская, Лика Рулла, Анастасия Стоцкая |
| Дж. Кандер                                       | «Чикаго»                                      | «Весь этот джаз»                             | Анна Лукоянова Наталия Диевская Наталия Диевская, Лика Рулла |
| Дж. Кандер                                       | «Чикаго»                                      | «Подарите мне любовь»                        | Александр Байрон Иван Ожогин Александр Суханов Евгений Шириков Дмитрий Ермак |
| Дж. Кандер                                       | «Чикаго»                                      | «Шик-блеск!»                                 | Александр Байрон |
| Дж. Кандер                                       | «Чикаго»                                      | «Я и мой малыш»                              | Вера Свешникова |
| Дж. Ларсон                                       | «Богема»                                      | «Будь со мной или нет»                       | Алия Агадилова, Елена Газаева |
| Дж. Стейнман                                     | «Бал вампиров»                                | «За горизонтом»                              | Александр Казьмин, Елена Газаева |
| Дж. Стейнман                                     | «Бал вампиров»                                | «Как нежная скрипка»                         | Кирилл Гордеев, Георгий Новицкий |
| Дж. Стейнман                                     | «Бал вампиров»                                | «Как смешно быть мёртвым»                    | Наталия Диевская |
| Дж. Стейнман                                     | «Бал вампиров»                                | «Кромешная тьма»                             | Александр Суханов, Вера Свешникова Александр Суханов, Елена Газаева Иван Ожогин, Вера Свешникова Иван Ожогин, Елена Газаева Ростислав Колпаков, Елена Газаева Ростислав Колпаков, Вера Свешникова Марк Зайберт, Елена Газаева |
| Дж. Стейнман                                     | «Бал вампиров»                                | «Молитва»                                    | Елена Газаева, Александр Казьмин, Иван Ожогин, Манана Гогитидзе, Наталия Диевская, Агата Вавилова, Кирилл Гордеев, Анастасия Вишневская |
| Дж. Стейнман                                     | «Бал вампиров»                                | «Неутолимая жажда».                          | Александр Суханов Иван Ожогин Ростислав Колпаков Томас Борхерт |
| Дж. Стейнман                                     | «Бал вампиров»                                | «Сара»                                       | Александр Казьмин |
| Дж. Стейнман                                     | «Бал вампиров»                                | «Умер Бог»                                   | Ростислав Колпаков Александр Суханов |
| Дж. Стейнман                                     | «Свободные»                                   | «Я жду героя»                                | Наталия Диевская, Елена Газаева, Манана Гогитидзе Наталия Диевская, Елена Газаева, Агата Вавилова |
| Дж. Хорнер                                       | «Троя»                                        | «Помни»                                      | Кирилл Гордеев |
| Джипси Кингс, Дж. Камерон                        | «Зорро»                                       | «Bamboleo»                                   | Анастасия Стоцкая Лика Рулла Наталия Быстрова |
| Джипси Кингс, Дж. Камерон                        | «Зорро»                                       | «Танцуй для меня»                            | Дмитрий Ермак |
| Е. Крылатов                                      | «Не покидай...»                               | «Не покидай меня»                            | Елена Газаева |
| Е. Крылатов                                      | «Чародеи»                                     | «Ведьма-речка»                               | Кирилл Гордеев |
| Е. Мартынов                                      |                                               | «Заклятье»                                   | Агата Вавилова |
| Е. Мартынов                                      | «Наш день»*                                   | Роман Дряблов                                | |
| Ж. Пресгурвик                                    | «Ромео и Джульетта»                           | «Вражда»                                     | Манана Гогитидзе, Лика Рулла Манана Гогитидзе, Наталия Диевская |
| Ж. Пресгурвик                                    | «Ромео и Джульетта»                           | «Короли ночной Вероны»                       | Кирилл Гордеев, Георгий Новицкий, Ростислав Колпаков Кирилл Гордеев, Георгий Новицкий, Александр Сафронов Кирилл Гордеев, Александр Леногов, Ярослав Шварёв Антон Авдеев, Георгий Новицкий, Александр Сафронов Кирилл Гордеев, Александр Сафронов, Ростислав Колпаков Кирилл Гордеев, Георгий Новицкий, Александр Суханов Кирилл Гордеев, Игорь Кроль, Ростислав Колпаков Кирилл Гордеев, Игорь Кроль, Александр Суханов Кирилл Гордеев, Ярослав Баярунас, Александр Суханов |
| Ж. Пресгурвик                                    | «Ромео и Джульетта»                           | «Судьба»                                     | Александр Леногов Антон Авдеев Никита Брага |
| Ж. Стайн                                         | «Смешная девчонка»                            | «Люди»                                       | Агата Вавилова |
| Ж. Стайн                                         | «Смешная девчонка»                            | «Не порти мне праздник»                      | Вера Свешникова Алия Агадилова |
| Ж.-П. Пило, О. Шультез                           | «Моцарт. Рок-опера»                           | «Симфония смерти»                            | Иван Ожогин Кирилл Гордеев |
| Ж.-П. Пило, О. Шультез                           | «Моцарт. Рок-опера»                           | «Сладкая боль»                               | Иван Ожогин Кирилл Гордеев Александр Суханов Андрей Данилов |
| И. Берлин                                        | «Энни, берись за ружье»                       | «Все, что ты можешь сделать, я сделаю лучше» | Наталия Диевская, Иван Ожогин |
| К. Агилера, К. Стюарт, К. Келли                  | «Бурлеск»                                     | «Вырази себя»                                | Анастасия Вишневская |
| К. Армстронг                                     | «Мулен Руж»                                   | «Танго Роксаны»                              | Кирилл Гордеев, Георгий Новицкий Александр Суханов, Георгий Новицкий Александр Суханов, Кирилл Гордеев Кирилл Гордеев, Иван Ожогин Кирилл Гордеев, Антон Авдеев Александр Суханов, Иван Ожогин Кирилл Гордеев, Игорь Кроль Александр Суханов, Игорь Кроль Александр Суханов, Александр Казьмин |
| К. Кёртис                                        | «Чаплин»                                      | Песня Хедды Хоппер                           | Анна Лукоянова Екатерина Попова |
| К. Кёртис                                        | «Чаплин»                                      | Песня Чаплина                                | Евгений Зайцев |
| К. Орбелян*                                      |                                               | «Сто часов счастья»                          | Наталия Диевская |
| К. Портер                                        | «Канкан»                                      | «Да, я влюблен»                              | Евгений Шириков |
| К. Портер                                        | «Канкан»                                      | «Я люблю Париж»                              | Наталия Диевская |
| К.Б. Загер, Т. Ренис, Д. Фостер, А. Теста        | «Волшебный меч: В поисках Камелота»           | «Молитва»                                    | Кирилл Гордеев, Вера Свешникова Игорь Кроль, Вера Свешникова |
| К.-М. Шенберг                                    | «Мисс Сайгон»                                 | «Американская мечта»                         | Марат Абдрахимов |
| К.-М. Шенберг                                    | «Мисс Сайгон»                                 | «Если хочешь умереть в собственной постели»  | Марат Абдрахимов |
| К.-М. Шенберг                                    | «Мисс Сайгон»                                 | «Зачем, Бог мой, зачем»                      | Игорь Кроль |
| К.-М. Шенберг                                    | «Мисс Сайгон»                                 | «Последняя ночь на земле Одинокий саксофон»  | Игорь Кроль, Елена Газаева Игорь Кроль, Алия Агадилова Игорь Кроль, Дарья Ким Никита Брага, Алия Агадилова |
| К.-М. Шенберг                                    | «Мисс Сайгон»                                 | «Я все еще верю»                             | Елена Газаева, Дарья Ким Елена Газаева, Алия Агадилова Анна Тесс, Дарья Ким |
| К.-М. Шенберг                                    | «Отверженные»                                 | «В мире грез»                                | Александра Каспарова Дарья Ким Наталия Быстрова |
| К.-М. Шенберг                                    | «Отверженные»                                 | «Звезды»                                     | Марат Абдрахимов |
| К.-М. Шенберг                                    | «Отверженные»                                 | «Приведи его домой»                          | Иван Ожогин Игорь Кроль Георгий Новицкий Антон Авдеев Марк Зайберт |
| К.-М. Шенберг                                    | «Отверженные»                                 | «Пустые стулья»                              | Никита Брага |
| К.-М. Шенберг                                    | «Отверженные»                                 | «Хозяин дома»                                | Юрий Мазихин, Агата Вавилова |
| Н. Беттанкура                                    | Extreme                                       | «Больше чем слова»                           | Георгий Новицкий, Иван Ожогин Иван Ожогин, Ярослав Баярунас Игорь Кроль, Ярослав Баярунас Александр Казьмин, Ярослав Баярунас Руслан Давиденко, Ярослав Баярунас Георгий Новицкий, Ярослав Баярунас |
| Л. Барт                                          | «Оливер!»                                     | «Пока ему нужна»                             | Елена Газаева Наталия Диевская Анастасия Вишневская |
| Л. Барт                                          | «Оливер!»                                     | Песня Феджина                                | Александр Байрон |
| Л. Коэн                                          |                                               | «Аллилуйя»                                   | Игорь Кроль |
| Л. Рид, Б. Мейсон*                               |                                               | «Далила»                                     | Александр Суханов |
| М. Брукс                                         | «Продюсеры»                                   | «Когда есть, что показать»                   | Наталия Диевская, Кирилл Гордеев, Игорь Кроль |
| М. Брукс                                         | «Продюсеры»                                   | «Преданный»                                  | Юрий Мазихин |
| М. Дунаевский*                                   | «Карнавал»                                    | «Позвони, мне, позвони»                      | Анастасия Вишневская |
| М. Йестон                                        | «Девять»                                      | «Будь итальянцем»                            | Лика Рулла, Ростислав Колпаков, Кирилл Гордеев, Игорь Кроль Лика Рулла, Александр Суханов, Игорь Кроль Манана Гогитидзе, Ростислав Колпаков, Кирилл Гордеев, Игорь Кроль Манана Гогитидзе, Александр Суханов, Кирилл Гордеев Манана Гогитидзе, Александр Суханов, Кирилл Гордеев, Игорь Кроль Манана Гогитидзе, Александр Суханов, Игорь Кроль Манана Гогитидзе, Кирилл Гордеев, Игорь Кроль Манана Гогитидзе, Александр Суханов |
| М. Легран                                        |                                               | «Как сохранить в сердце музыку?»             | Лика Рулла |
| М. Ли                                            | «Человек из Ламанчи»                          | «Несбыточная мечта»                          | Игорь Кроль Евгений Шириков |
| М. Монно                                         |                                               | «Милорд»                                     | Агата Вавилова |
| М. Уайлдер                                       | «Мулан»                                       | «Отражение»                                  | Алия Агадилова |
| М. Фористек                                      | «Бриолин»                                     | «Всё, чего я хочу»                           | Мария Елизарова, Георгий Новицкий |
| М. Хэмлиш                                        | «Кордебалет»                                  | Пролог                                       | Все участники |
| М. Хэмлиш                                        | «Кордебалет»                                  | Финал                                        | Все участники |
| М. Шейман, С. Виттман                            | «Жизнь как шоу»                               | «На углу 52-й улицы и Лексингтон-авеню»      | Евгений Шириков |
| М. Шейман, С. Виттман                            | «Жизнь как шоу»                               | «Позволь мне быть твоей звездой»             | Наталия Диевская, Вера Свешникова Наталия Диевская, Александра Каспарова |
| М. Шейман, С. Виттман                            | «Жизнь как шоу»                               | «Зажигай»                                    | Наталия Диевская Оксана Войтович |
| Мусс Т., Э. Ренналс                              |                                               | «Секс-бомба»                                 | Кирилл Гордеев |
| Н. Х. Браун                                      | «Поющие под дождём»                           | «Я пою под дождём»                           | Ростислав Колпаков, Кирилл Гордеев |
| П. Б. Руис                                       |                                               | «Закружи меня в танце»                       | Иван Ожогин Роман Дряблов |
| Р. Игнатьев                                      | «Франкенштейн»                                | «Женщина мечты»                              | Кирилл Гордеев |
| Р. Игнатьев                                      | «Франкенштейн»                                | «Ла-ла-ла-ласковый»                          | Ярослав Баярунас, Юлия Дякина Ярослав Баярунас, Алия Агадилова |
| Р. Игнатьев                                      | «Франкенштейн»                                | «Близок итог»                                | Ярослав Баярунас |
| Р. Коччанте                                      | «Нотр-Дам де Пари»                            | «Луна»                                       | Георгий Новицкий |
| Р. Лагидзе*                                      |                                               | «Тбилисо»                                    | Манана Гогитидзе |
| Р. Лопес и К. Андерсон-Лопес                     | «Холодное сердце»                             | «Отпусти и забудь»                           | Елена Газаева Алия Агадилова |
| Р. Орбисон, Б. Деес                              | «Красотка»                                    | «Красотка»                                   | Иван Ожогин, Дмитрий Ермак Антон Авдеев, Роман Дряблов |
| Р. Роджерс                                       | «Звуки музыки»                                | «Когда тебе 18»                              | Евгений Зайцев, Вера Свешникова |
| С. Коулмэн                                       | «Милая Чарити»                                | «Эй, продюсер!»                              | Наталия Диевская, Агата Вавилова, Манана Гогитидзе, Елена Газаева / Вера Свешникова, Мария Елизарова, Лика Рулла, Кирилл Гордеев / Александр Суханов, Александр Сафронов, Иван Ожогин Наталия Диевская, Агата Вавилова, Манана Гогитидзе, Вера Свешникова / Елена Газаева, Мария Елизарова, Лика Рулла, Александр Сафронов / Георгий Новицкий, Александр Суханов / Кирилл Гордеев, Иван Ожогин Наталия Диевская, Агата Вавилова, Елена Газаева / Вера Свешникова, Ирина Сатюкова, Мария Елизарова, Лика Рулла, Александр Суханов / Кирилл Гордеев, Александр Сафронов Наталия Диевская, Агата Вавилова / Манана Гогитидзе, Вера Свешникова, Елена Газаева, Лика Рулла, Кирилл Гордеев, Евгений Зайцев, Александр Суханов Наталия Диевская, Агата Вавилова, Манана Гогитидзе, Вера Свешникова, Елена Газаева, Лика Рулла, Александр Суханов, Александр Сафронов Наталия Диевская, Агата Вавилова, Манана Гогитидзе, Елена Газаева, Лика Рулла, Кирилл Гордеев, Александр Сафронов Наталия Диевская, Агата Вавилова, Манана Гогитидзе, Вера Свешникова, Мария Елизарова, Кирилл Гордеев, Александр Сафронов Наталия Диевская, Агата Вавилова, Манана Гогитидзе, Мария Елизарова, Лика Рулла, Александр Суханов, Александр Сафронов Иван Ожогин / Денис Коновалов, Александр Суханов, Ростислав Колпаков, Георгий Новицкий, Кирилл Гордеев, Платон Белькин, Агата Вавилова, Александр Сафронов Александр Суханов, Александр Сафронов, Ростислав Колпаков, Георгий Новицкий, Иван Ожогин, Кирилл Гордеев, Агата Вавилова МС Александр Сафронов /Иван Корытов, Агата Вавилова, Наталья Диевская, Ростислав Колпаков, Игорь Кроль /Георгий Новицкий, Иван Ожогин, Вера Свешникова Александр Сафронов, Агата Вавилова, Наталья Диевская, Ростислав Колпаков, Игорь Кроль, Иван Ожогин, Манана Гогитидзе / Ирина Сатюкова, Вера Свешникова Вера Свешникова, Манана Гогитидзе, Наталия Диевская, Иван Ожогин /Ирина Сатюкова, Кирилл Гордеев, Игорь Кроль / Елена Газаева, Александр Суханов, Денис Коновалов Иван Корытов, Александр Сафронов, Наталия Диевская, Агата Вавилова, Ростислав Колпаков, Георгий Новицкий / Игорь Кроль, Иван Ожогин, Вера Свешникова Агата Вавилова, Манана Гогитидзе, Елена Газаева, Наталия Диевская, Вера Свешникова, Лика Рулла, Кирилл Гордеев, Ростислав Колпаков, Иван Корытов, Игорь Кроль, Иван Ожогин, Александр Сафронов Александр Сафронов, Манана Гогитидзе, Наталья Диевская, Вера Свешникова, Иван Ожогин, Агата Вавилова, Ростислав Колпаков, Игорь Кроль Александр Сафронов, Манана Гогитидзе, Наталия Диевская, Вера Свешникова, Иван Ожогин, Кирилл Гордеев, Иван Корытов, Игорь Кроль Александр Суханов, Ярослав Баярунас, Антон Мошечков, Кирилл Гордеев, Иван Ожогин, Наталия Диевская, Манана Гогитидзе |
| С. Левай                                         | «Моцарт!»                                     | «Золото звезд»                               | Вера Свешникова |
| С. Левай                                         | «Моцарт!»                                     | «Как можно стать сильней себя»               | Георгий Новицкий, Платон Белькин Игорь Кроль, Платон Белькин Никита Брага |
| С. Левай                                         | «Ребекка»                                     | «Орхидеи»                                    | Агата Вавилова |
| С. Левай                                         | «Ребекка»                                     | «Ребекка»                                    | Вера Свешникова Агата Вавилова Анастасия Вишневская |
| С. Левай                                         | «Элизабет»                                    | «Последний вальс»                            | Кирилл Гордеев Марк Зайберт |
| С. Левай                                         | «Элизабет»                                    | «Тени становятся длиннее»                    | Кирилл Гордеев, Игорь Кроль Иван Ожогин, Игорь Кроль Александр Суханов, Александр Казьмин Александр Суханов, Ярослав Баярунас |
| С. Левай                                         | «Элизабет»                                    | «Только мне решать»                          | Вера Свешникова, Иван Ожогин Вера Свешникова, Кирилл Гордеев Елена Газаева, Кирилл Гордеев Вера Свешникова, Марк Зайберт Анастасия Вишневская, Кирилл Гордеев Анастасия Вишневская, Иван Ожогин |
| С. Левай                                         | «Элизабет»                                    | «Я принадлежу только себе»                   | Алия Агадилова |
| С. Регал*                                        |                                               | «Хафанана»                                   | Ярослав Баярунас |
| С. Смит, Дж. Нейп                                | «007: Спектр»                                 | «Зловещее предзнаменование»                  | Ярослав Баярунас |
| С. Сондхайм                                      | «Компания»                                    | «Ты с ума девчонок сводишь»                  | Агата Вавилова, Мария Елизарова, Манана Гогитидзе, Вера Свешникова, Кирилл Гордеев / Александр Суханов Агата Вавилова, Мария Елизарова, Вера Свешникова, Кирилл Гордеев Вера Свешникова, Елена Газаева, Агата Вавилова, Александр Суханов Агата Вавилова, Елена Газаева, Мария Елизарова Агата Вавилова, Елена Газаева, Манана Гогитидзе, Вера Свешникова, Кирилл Гордеев / Александр Суханов Елена Газаева, Вера Свешникова, Манана Гогитидзе, Александр Суханов Агата Вавилова, Елена Газаева, Мария Елизарова, Манана Гогитидзе, Кирилл Гордеев Манана Гогитидзе, Наталия Диевская, Елена Газаева, Иван Ожогин |
| С. Сондхайм                                      | «Причуды»                                     | «Крошка с Бродвея»                           | Наталия Диевская, Елена Газаева, Манана Гогитидзе Лика Рулла, Наталия Диевская, Елена Газаева |
| С. Шварц                                         | «Злая»                                        | «Пока ты со мной»                            | Мария Елизарова, Кирилл Гордеев Агата Вавилова, Кирилл Гордеев |
| С. Шварц                                         | «Злая»                                        | «Преодолевая гравитацию»                     | Алия Агадилова |
| У. Афанасьефф                                    |                                               | «Нарушенная клятва»                          | Анастасия Вишневская |
| Ф. Меркьюри                                      | «Богемская рапсодия»                          | «Богемская рапсодия» «Мы — чемпионы»         | Иван Ожогин, Дмитрий Ермак, Александр Казьмин, Анастасия Вишневская, Наталия Быстрова Антон Авдеев, Александр Казьмин, Ярослав Баярунас, Анастасия Вишневская, Елена Газаева |
| Ф. Перрен, Д. Фекарис                            |                                               | «Я буду жить»                                | Елена Газаева |
| Ф. Превитт, Дж. Деникола, Д. Марковиц            | «Грязные танцы»                               | «Лучшее время моей жизни»                    | Александра Каспарова, Игорь Кроль Наталия Быстрова, Дмитрий Ермак |
| Ф. Уайлдхорн                                     | «Алый первоцвет»                              | «Пикирующий сокол»                           | Александр Суханов |
| Ф. Уайлдхорн                                     | «Бонни и Клайд»                               | «Этот мир запомнит нас»                      | Вера Свешникова, Кирилл Гордеев |
| Ф. Уайлдхорн                                     |                                               | «Гавана»                                     | Наталия Диевская, Елена Газаева, Агата Вавилова Наталия Диевская |
| Ф. Уайлдхорн                                     | «Гражданская война»                           | «Сара»                                       | Марк Зайберт |
| Ф. Уайлдхорн                                     | «Граф Монте-Кристо»                           | «Ад к вашей двери Ад у порога»               | Ростислав Колпаков, Александр Сафронов Ростислав Колпаков, Денис Коновалов Томас Борхерт Кирилл Гордеев Евгений Шириков |
| Ф. Уайлдхорн                                     | «Граф Монте-Кристо»                           | «Буду с тобой Я буду здесь»                  | Ростислав Колпаков, Елена Газаева Ростислав Колпаков, Вера Свешникова Томас Борхерт, Вера Свешникова Кирилл Гордеев, Вера Свешникова Кирилл Гордеев, Елена Газаева Евгений Шириков, Вера Свешникова Евгений Шириков, Елена Газаева |
| Ф. Уайлдхорн                                     | «Граф Монте-Кристо»                           | «Весь этот мир»                              | Елена Газаева Наталия Диевская |
| Ф. Уайлдхорн                                     | «Граф Монте-Кристо»                           | «Настоящая любовь»                           | Елена Газаева, Ростислав Колпаков |
| Ф. Уайлдхорн                                     | «Граф Монте-Кристо»                           | «Столько дней...»                            | Вера Свешникова |
| Ф. Уайлдхорн                                     | «Джекилл и Хайд»                              | «Его глаза»                                  | Вера Свешникова, Наталия Диевская Вера Свешникова, Агата Вавилова Елена Газаева, Агата Вавилова Елена Газаева, Наталия Диевская Елена Газаева, Вера Свешникова |
| Ф. Уайлдхорн                                     | «Джекилл и Хайд»                              | «Кто-то, как ты»                             | Анна Лукоянова Наталия Диевская |
| Ф. Уайлдхорн                                     | «Джекилл и Хайд»                              | «Мне нужно знать»                            | Кирилл Гордеев |
| Ф. Уайлдхорн                                     | «Джекилл и Хайд»                              | «Новая жизнь»                                | Агата Вавилова Наталия Диевская Анастасия Вишневская Юлия Ива |
| Ф. Уайлдхорн                                     | «Джекилл и Хайд»                              | «Опасная игра Игра с огнем»                  | Наталия Диевская, Кирилл Гордеев Наталия Диевская, Иван Ожогин Наталия Диевская, Роман Дряблов Агата Вавилова, Кирилл Гордеев |
| Ф. Уайлдхорн                                     | «Джекилл и Хайд»                              | «Этот момент»                                | Ростислав Колпаков Кирилл Гордеев Иван Ожогин Кевин Тарт Томас Борхерт Роман Дряблов |
| Ф. Уайлдхорн                                     | «Джекилл и Хайд»                              | «Я приму тебя»                               | Кирилл Гордеев, Вера Свешникова |
| Ф. Уайлдхорн                                     | «Дракула»                                     | «Прошу, не заставляй любить тебя»            | Наталия Диевская Елена Газаева Дарья Ким |
| Ф. Уайлдхорн                                     | «Камилла Клодель»                             | «Золото»                                     | Вера Свешникова |
| Ф. Уайлдхорн                                     | «Пётр I Великий»                              | «Кто победит»                                | Агата Вавилова, Кирилл Гордеев |
| Ф. Уайлдхорн                                     | «Пётр I Великий»                              | «Тишина предрассветная»                      | Анастасия Вишневская, Кирилл Гордеев |
| Ф. Уайлдхорн                                     | «Пётр I Великий»                              | «Царство огня»                               | Александр Суханов |
| Ф. Уайлдхорн                                     | «Пётр I Великий»                              | «Я знаю»                                     | Мария Плужникова, Анастасия Вишневская Юлия Дякина, Анастасия Вишневская |
| Ф. Уайлдхорн                                     | «Рудольф»                                     | «Как обычный человек»                        | Иван Ожогин Ярослав Баярунас |
| Ф. Уайлдхорн                                     | «Рудольф»                                     | «Мужество для подвига»                       | Кирилл Гордеев |
| Ф. Уайлдхорн                                     | «Рудольф»                                     | «Только любовь»                              | Елена Газаева |
| Ф. Уайлдхорн                                     | «Страна чудес»                                | «Найти Страну чудес»                         | Вера Свешникова Алия Агадилова |
| Ф. Уайлдхорн                                     | «Эскалибур»                                   | «Только она одна»                            | Иван Ожогин |
| Ф. Уайлдхорн                                     | «Эскалибур»                                   | «Что значит быть королем»                    | Иван Ожогин |
| Х. М. Кано                                       |                                               | «Сын Луны»                                   | Иван Ожогин |
| Х. Циммер                                        | «Король лев»                                  | «Страна теней»                               | Вера Свешникова Анастасия Вишневская |
| Ч. Миднайт, Дж. П. Шэнли, М. Джеррард, С. Линдси | «Бурлеск»                                     | «Добро пожаловать в «Бурлеск»                | Наталия Диевская |
| Ч. Мэйсон, Дж. Патулка, А. Зуцковски, Дж. Маас   |                                               | «Восстану из пепла словно феникс»            | Манана Гогитидзе |
| Э. Артемьев*                                     |                                               | «Полёт на дельтаплане»                       | Александр Казьмин, Елена Газаева Александр Казьмин |
| Э. Джон                                          |                                               | «Don’t let the sun go down on me»            | Томас Борхерт, Марк Зайберт |
| Э. Джон                                          | «Аида»                                        | «Моя сильная сторона»                        | Алия Агадилова |
| Э. Джон                                          | «Аида»                                        | «Приговор холодных звезд»                    | Вера Свешникова, Георгий Новицкий Вера Свешникова, Антон Авдеев Вера Свешникова, Игорь Кроль Алия Агадилова, Игорь Кроль |
| Э. Джон                                          | «Король Лев»                                  | «Акуна матата»                               | Александр Казьмин, Ярослав Баярунас Роман Дряблов, Ярослав Баярунас Руслан Давиденко, Ярослав Баярунас |
| Э. Джон                                          | «Король Лев»                                  | «Они живут в тебе»                           | Кирилл Гордеев Роман Дряблов |
| Э. Джон                                          | «Король Лев»                                  | «Ощути чудо любви Почувствуй любовь»         | Георгий Новицкий Игорь Кроль Руслан Давиденко Все участники |
| Э. Изола                                         |                                               | «Голос тишины»                               | Иван Ожогин |
| Э. Л. Уэббер                                     | «Бульвар Сансет»                              | «Бульвар Сансет»                             | Иван Ожогин |
| Э. Л. Уэббер                                     | «Иисус Христос — суперзвезда»                 | «Небом головы полны»                         | Иван Ожогин Кирилл Гордеев Андрей Данилов Юрий Мазихин Расул Усманов Роман Дряблов Антон Авдеев Игорь Кроль Александр Казьмин Ярослав Баярунас |
| Э. Л. Уэббер                                     | «Иисус Христос — суперзвезда»                 | «Суперзвезда»                                | Кирилл Гордеев Ростислав Колпаков= |
| Э. Л. Уэббер                                     | «Иисус Христос — суперзвезда»                 | «Я об одном молю»                            | Иван Ожогин Ростислав Колпаков Антон Авдеев Игорь Кроль Александр Казьмин |
| Э. Л. Уэббер                                     | «Иисус Христос — суперзвезда»                 | «Я не знаю, как любить его»                  | Мария Елизарова |
| Э. Л. Уэббер                                     | «Кошки»                                       | «Память»                                     | Елена Газаева |
| Э. Л. Уэббер                                     | «Любовь не умрет никогда»                     | «Красота живет внутри»                       | Иван Ожогин |
| Э. Л. Уэббер                                     | «Призрак оперы»                               | «Все, о чем прошу»                           | Мария Елизарова, Георгий Новицкий Тамара Котова, Евгений Зайцев Тамара Котова, Игорь Кроль |
| Э. Л. Уэббер                                     | «Призрак оперы»                               | «Музыка ночи»                                | Иван Ожогин Дмитрий Ермак Игорь Кроль |
| Э. Л. Уэббер                                     | «Призрак оперы»                               | «Призрак оперы»                              | Иван Ожогин, Мария Елизарова Кирилл Гордеев, Мария Елизарова Иван Ожогин, Тамара Котова |
| Э. Л. Уэббер                                     | «Эвита»                                       | «Не плачь обо мне, Аргентина»                | Мария Елизарова |
| Э. Ньюли, Л. Брикасс                             | «Рёв грима – Запах толпы».                    | «Feeling good»                               | Ростислав Колпаков, Кирилл Гордеев, Игорь Кроль Александр Суханов, Кирилл Гордеев, Игорь Кроль |

## Критика
Уникальность постановки выражалась в высоком качестве исполнения материала и его подборе, количестве звёзд мюзикла, собранных в одной постановке. Обозреватели и критики в рецензиях положительно отзываются и отмечают его, как «своеобразная реклама, спектакль-промоутер всего мюзиклового репертуара театра» и «живой организм, который меняется и развивается вместе с его исполнителями. Бывают удачные находки, но случаются и разочарования. Постановочная группа подбирает образы, экспериментирует с исполнением на иностранных языках, меняет концепцию и логическую последовательность номеров. Меняются артисты, режиссёры и главная идея каждого концерта. Несомненным остается одно — в Петербурге для театрала, который только начинает интересоваться жанром мюзикла, „Хиты Бродвея“, пожалуй, отличное пособие, с которого можно начать знакомство с этим направлением театрального искусства». «„Хиты Бродвея“ — это легкий бриз в солнечную погоду, дуновение игривого ветра, и заряд хорошего джазового настроения. Вечер в компании живого оркестра, идеальных оперных голосов, очаровательных актрис и актёров театра, и старого доброго джаза». «Живой звук, впечатляющие панорамные декорации, неукротимая энергия исполнителей, заряжающая зал с первых минут, и самые любимые мелодии увлекут зрителя в таинственный мир страсти и любви, надежды и разочарования, дружбы и соперничества».
Зрители и фанаты жанра прекрасно приняли постановку, пик известности и популярности, с наибольшим числом показов, 2014—2015 гг., с обновлением репертуара, в 2016—2017 гг. падать начинает качество постановки. Менее популярной за репертуаром и качеством признана версия «На сцене и в кино». Лучшие номера после закрытия с 2019 года перешли в прежние возобновлённые «Хиты». Рейтинг спектакля-концерта «8,2» на «Афише», положительные два отзыва за 2014 год и два отрицательных к 2016-му. На «Irecommend» оценка «4,5» и положительные отзывы к 2014—2017 гг.. С 2020 года наблюдается снижение интереса к проекту и рост недовольства у фанатов, напротив зрителей, к качеству, обновляемым номерам и исполнителям, к исполнению прошлых хитов неизменными солистами. Рейтинг высокий на «Yandex Афише» и 19 положительных отзывов против 3 отрицательных за 2019—2024 гг. Рейтинг на «Ticketland» у спектакля «9,2», 9 отзывов с оценкой «великолепно» и один «хорошо» за 2020—2023 гг. Рейтинг «4» имеет концерт на «Отзовике» и 5 положительных отзывов против 3 отрицательных за 2017—2023 гг., негативные к постановкам 2022—2023 гг.